# German (imię)
German – imię męskie pochodzenia łacińskiego. Wywodzi się od nazwy Germanus pochodzącej od nazwy etnicznej Germania; istnieje także słowo łacińskie germanus – „rodzony, spokrewniony z kimś”. 
Odpowiednik żeński: Germana
W Polsce imię odnotowano już w średniowieczu. Istnieje około trzydziestu świętych patronów tego imienia. Ze względu na podobne brzmienie imię mylone jest niekiedy z imieniem Herman.

## German imieniny obchodzi
- 7 marca jako wspomnienie bł. Germana Gardinera, jednego z męczenników angielskich,
- 12 maja jako wspomnienie św. Germana I, 39. patriarchy Konstantynopola
- 28 maja jako wspomnienie św. Germana, biskupa Paryża (zm. 576)
- 7 lipca jako wspomnienie św. Germana, wspominanego razem ze św. Peregrynem, Lucjanem, Pompejuszem, Hezychiuszem, Papiuszem, Saturninem
- 31 lipca – jako wspomnienie św. Germana, biskupa Auxerre (zm. 448)
- 6 września jako wspomnienie św. Germana, wspominanego razem ze śwśw. Donacjanem, Manswetem i innymi,
- 23 października jako wspomnienie św. Germana, wspominanego razem ze św. Serwandem,
- 30 października jako wspomnienie św. Germana, biskupa Kapui
- 3 listopada jako wspomnienie św. Germana, wspominanego razem ze śwśw. Teofilem, Cezarym i Witalisem
- 13 listopada jako wspomnienie św. Germana, wspominanego razem ze śwśw. Antoninem, Zebinasem i Ennatą

## German w innych językach
- rosyjski – Герман[3]

## Osoby o imieniu German
- German – arcybiskup kazański, święty prawosławny
- German – patriarcha Serbii
- Germano D’Abramo – włoski matematyk i fizyk
- Germán Alemanno (ur. 1983) – argentyński piłkarz
- Jermaine Beckford – angielski piłkarz
- Germain Chardin – francuski wioślarz
- Germain Louis Chauvelin – francuski polityk
- Jermain Defoe – angielski piłkarz
- Jermaine Dupri – amerykański raper
- Germano de Figueiredo – portugalski piłkarz
- Jermaine Jackson – amerykański piosenkarz
- Jermaine Jenas – angielski piłkarz
- Jermaine Johnson – jamajski piłkarz
- Jermaine Jones – piłkarz niemiecki pochodzenia amerykańskiego
- Jermaine O’Neal – amerykański koszykarz
- Jermaine Pennant – angielski piłkarz
- Germán Riesco – chilijski polityk
- Gierman Skurygin – rosyjski chodziarz
- Germain Sommeiller – inżynier, specjalista budowy linii kolejowych
- Germán Suárez Flamerich (1907–1990) – wenezuelski polityk; w latach 1950–1952 pełnił funkcję prezydenta tego kraju
- Jermain Taylor – amerykański bokser
- Mauro German Camoranesi – piłkarz włoski
- Bernard Germain de Lacépède – francuski przyrodnik i polityk
- Léon Germain Pelouse – francuski malarz pejzażysta, samouk
- Jacques Germain Soufflot – francuski architekt